# Spelartrupper under världsmästerskapet i ishockey för herrar 2009
Denna sida listar spelartrupperna för toppdivisionen till VM i ishockey 2009.

## Grupp A

### Belarus
- Head coach:  Glen Hanlon

| Pos. | Nr | Spelare                | Lag                    |
| ---- | -- | ---------------------- | ---------------------- |
| M    | 1  | Vitalij Koval          | Dinamo Minsk           |
| M    | 31 | Andrej Mezin           | Metallurg Magnitogorsk |
| M    | 35 | Igor Brikun            | Gomel                  |
| B    | 3  | Ivan Usenko            | Gomel                  |
| B    | 4  | Aleksandr Makritski    | HK Dinamo Minsk        |
| B    | 5  | Aleksandr Rjadinskij   | Junost Minsk           |
| B    | 7  | Vladimir Denisov       | Hartford Wolf Pack     |
| B    | 24 | Ruslan Salej (A)       | Colorado Avalanche     |
| B    | 29 | Andrej Basjko          | Metallurg Zjlobin      |
| B    | 43 | Viktor Kostjutjenok    | Junost Minsk           |
| B    | 85 | Andrej Antonov         | Dinamo Minsk           |
| B    | 89 | Dmitrij Korobov        | Dinamo Minsk           |
| F    | 8  | Andrej Michaljev       | Dinamo Minsk           |
| F    | 10 | Oleg Antonenko (A)     | MVD                    |
| F    | 11 | Aleksandr Kuljakov     | Dinamo Minsk           |
| F    | 15 | Jevgenij Kovyrsjin     | Keramin Minsk          |
| F    | 16 | Mikhail Stefanovich    | Remparts de Québec     |
| F    | 18 | Aleksej Ugarov         | MVD                    |
| F    | 19 | Dmitrij Melesjko       | Dinamo Minsk           |
| F    | 23 | Andrej Stas            | Dinamo Minsk           |
| F    | 28 | Konstantin Koltsov (C) | Salavat Julajev Ufa    |
| F    | 59 | Sergej Demagin         | Dinamo Minsk           |
| F    | 68 | Jaroslav Tjupris       | Dinamo Minsk           |
| F    | 71 | Aleksej Kaljuzjny      | Dynamo Moskva          |
| F    | 84 | Michail Grabovskij     | Toronto Maple Leafs    |

### Kanada
- Head coach:  Lindy Ruff

| Pos. | Nr | Spelare             | Lag                   |
| ---- | -- | ------------------- | --------------------- |
| M    | 30 | Dwayne Roloson      | Edmonton Oilers       |
| M    | 37 | Josh Harding        | Minnesota Wild        |
| M    | 50 | Chris Mason         | St. Louis Blues       |
| B    | 2  | Dan Hamhuis         | Nashville Predators   |
| B    | 3  | Drew Doughty        | Los Angeles Kings     |
| B    | 4  | Chris Phillips      | Ottawa Senators       |
| B    | 5  | Luke Schenn         | Toronto Maple Leafs   |
| B    | 6  | Shea Weber (A)      | Nashville Predators   |
| B    | 7  | Ian White           | Toronto Maple Leafs   |
| B    | 29 | Joel Kwiatkowski    | Severstal Tjerepovets |
| B    | 44 | Marc-Édouard Vlasic | San Jose Sharks       |
| B    | 55 | Braydon Coburn      | Philadelphia Flyers   |
| F    | 8  | Scottie Upshall     | Phoenix Coyotes       |
| F    | 9  | Derek Roy           | Buffalo Sabres        |
| F    | 10 | Shawn Horcoff       | Edmonton Oilers       |
| F    | 12 | Mike Fisher         | Ottawa Senators       |
| F    | 15 | Dany Heatley (A)    | Ottawa Senators       |
| F    | 16 | Travis Zajac        | New Jersey Devils     |
| F    | 17 | Steven Stamkos      | Tampa Bay Lightning   |
| F    | 18 | Matthew Lombardi    | Phoenix Coyotes       |
| F    | 19 | Shane Doan (C)      | Phoenix Coyotes       |
| F    | 20 | Colby Armstrong     | Atlanta Thrashers     |
| F    | 26 | Martin St. Louis    | Tampa Bay Lightning   |
| F    | 28 | James Neal          | Dallas Stars          |
| F    | 91 | Jason Spezza        | Ottawa Senators       |

### Ungern
- Head coach:  Pat Cortina

| Pos. | Nr | Spelare             | Lag                     |
| ---- | -- | ------------------- | ----------------------- |
| M    | 1  | Krisztián Budai     | Kežmarok                |
| M    | 29 | Zoltán Hetényi      | Alba Volán 19           |
| M    | 31 | Levente Szuper      | Alba Volán 19           |
| B    | 4  | András Horváth      | Alba Volán 19           |
| B    | 5  | Viktor Szélig (A)   | Briançon Alpes Provence |
| B    | 6  | Viktor Tokaji       | Alba Volán 19           |
| B    | 14 | Ondrejcik Rastislav | Alba Volán 19           |
| B    | 25 | Balázs Kangyal (C)  | NZ-Budapest Stars       |
| B    | 33 | Bence Svasznek      | NZ-Budapest Stars       |
| B    | 43 | Tamás Sille         | NZ-Budapest Stars       |
| B    | 63 | Omar Ennaffati      | Diables Noirs de Tours  |
| F    | 2  | Csaba Kovács        | Alba Volán 19           |
| F    | 9  | András Benk         | Alba Volán 19           |
| F    | 11 | Balázs Ladányi (A)  | Briançon Alpes Provence |
| F    | 13 | Csaba Jánosi        | Ferencvárosi TC         |
| F    | 15 | Gergely Majoross    | NZ-Budapest Stars       |
| F    | 16 | Dániel Kóger        | Red Bull Salzburg       |
| F    | 21 | János Vas           | Brynäs                  |
| F    | 22 | Roger Holéczy       | NZ-Budapest Stars       |
| F    | 24 | Krisztián Palkovics | Alba Volán 19           |
| F    | 42 | Márton Vas          | Briançon Alpes Provence |
| F    | 77 | Imre Peterdi        | Dunaújvárosi Acélbikák  |
| F    | 78 | Artyom Vaszjunyin   | Alba Volán 19           |
| F    | 91 | Dániel Fekete       | Alba Volán 19           |
| F    | 98 | Gergo Nagy          | Alba Volán 19           |

### Slovakien
- Head coach:  Ján Filc

| Pos. | Nr | Spelare               | Lag                   |
| ---- | -- | --------------------- | --------------------- |
| M    | 25 | Ján Lašák             | Pardubice             |
| M    | 31 | Rastislav Stana       | Severstal Tjerepovets |
| M    | 41 | Jaroslav Halák        | Montreal Canadiens    |
| B    | 6  | Peter Smrek           | Lasselsberger Plzen   |
| B    | 7  | Ivan Baranka          | Spartak Moscow        |
| B    | 12 | Ivan Švarný           | Litvínov              |
| B    | 15 | Dominik Granák        | Färjestad             |
| B    | 29 | René Vydarený         | Ceské Budejovice      |
| B    | 43 | Jaroslav Obšut        | Luleå                 |
| B    | 44 | Andrej Sekera         | Buffalo Sabres        |
| B    | 48 | Boris Valábik         | Atlanta Thrashers     |
| F    | 4  | Jirí Bicek            | Biel                  |
| F    | 10 | Milan Bartovič        | Bílí Tygri Liberec    |
| F    | 14 | Štefan Ružicka        | Spartak Moskva        |
| F    | 17 | Michal Macho          | Martin                |
| F    | 19 | Rastislav Pavlikovský | Sibir Novosibirsk     |
| F    | 20 | Juraj Štefanka        | Vítkovice             |
| F    | 23 | Luboš Bartecko (C)    | Luleå                 |
| F    | 26 | Michal Handzuš (A)    | Los Angeles Kings     |
| F    | 27 | Ladislav Nagy (A)     | Severstal Tjerepovets |
| F    | 28 | Peter Ölvecký         | Minnesota Wild        |
| F    | 34 | Tomáš Surový          | Linköping             |
| F    | 71 | Juraj Mikúš           | HK 36 Skalica         |
| F    | 81 | Marcel Hossa          | Dinamo Riga           |
| F    | 92 | Branko Radivojevic    | Spartak Moskva        |

## Grupp B

### Frankrike
- Head coach:  David Henderson

| Pos. | Nr | Spelare                  | Lag                     |
| ---- | -- | ------------------------ | ----------------------- |
| M    | 1  | Eddy Ferhi               | Brûleurs de loups       |
| M    | 42 | Fabrice Lhenry           | EfB                     |
| M    | 92 | Henri-Corentin Buysse    | Gothiques d'Amiens      |
| B    | 3  | Vincent Bachet (A)       | Gothiques d'Amiens      |
| B    | 16 | Benoît Quessandier       | Dauphins d'Épinal       |
| B    | 27 | Baptiste Amar (A)        | Brûleurs de loups       |
| B    | 29 | Mathieu Mille            | Morzine-Avoriaz         |
| B    | 38 | Thomas Roussel           | Gothiques d'Amiens      |
| B    | 44 | Antonin Manavian         | Brûleurs de loups       |
| B    | 71 | Kevin Igier              | Ducs d'Angers           |
| B    | 72 | Gary Lévêque             | Briançon Alpes Provence |
| F    | 7  | Yorick Treille           | Vítkovice               |
| F    | 10 | Laurent Meunier (C)      | Fribourg-Gottéron       |
| F    | 11 | François Rozenthal       | Morzine-Avoriaz         |
| F    | 13 | Jonathan Zwikel          | Morzine-Avoriaz         |
| F    | 14 | Stéphane da Costa        | Sioux City Musketeers   |
| F    | 18 | Luc Tardif               | Morzine-Avoriaz         |
| F    | 20 | Damien Raux              | Briançon Alpes Provence |
| F    | 21 | Cyril Papa               | Ours de Villard-de-Lans |
| F    | 26 | Anthoine Lussier         | La Chaux-de-Fonds       |
| F    | 28 | Laurent Gras             | Morzine-Avoriaz         |
| F    | 41 | Pierre-Édouard Bellemare | Skellefteå              |
| F    | 77 | Sacha Treille            | Färjestad               |
| F    | 84 | Kevin Hecquefeuille      | Nybro Vikings IF        |
| F    | 86 | Damien Fleury            | Brûleurs de loups       |

### Tyskland
- Head coach:  Uwe Krupp

| Pos. | Nr | Spelare             | Lag                     |
| ---- | -- | ------------------- | ----------------------- |
| M    | 1  | Dimitrij Kotschnew  | Spartak Moskva          |
| M    | 32 | Dimitri Pätzold     | Hannover Scorpions      |
| M    | 44 | Dennis Endras       | Augsburger Panther      |
| B    | 6  | Sven Butenschön     | Adler Mannheim          |
| B    | 7  | Chris Schmidt       | Iserlohn Roosters       |
| B    | 8  | Sebastian Osterloh  | Frankfurt Lions         |
| B    | 13 | Christoph Schubert  | Ottawa Senators         |
| B    | 22 | Michael Bakos (A)   | Ingolstadt              |
| B    | 31 | Andreas Renz (C)    | Kölner Haie             |
| B    | 48 | Frank Hördler       | Eisbären Berlin         |
| B    | 77 | Nicolai Goc         | Hannover Scorpions      |
| B    | 91 | Moritz Müller       | Kölner Haie             |
| F    | 11 | Sven Felski         | Eisbären Berlin         |
| F    | 15 | Travis James Mulock | Bad Tölz                |
| F    | 16 | Michael Wolf        | Iserlohn Roosters       |
| F    | 17 | Jochen Hecht (A)    | Buffalo Sabres          |
| F    | 18 | Kai Hospelt         | Wolfsburg Grizzly Adams |
| F    | 24 | André Rankel        | Eisbären Berlin         |
| F    | 26 | Daniel Kreutzer     | DEG Metro Stars         |
| F    | 29 | Alexander Barta     | Hamburg Freezers        |
| F    | 33 | Michael Hackert     | Adler Mannheim          |
| F    | 36 | Yannic Seidenberg   | Ingolstadt              |
| F    | 47 | Christoph Ullmann   | Kölner Haie             |
| F    | 50 | Patrick Hager       | Krefeld Pinguine        |
| F    | 87 | Philip Gogulla      | Kölner Haie             |

### Ryssland
- Head coach:  Vjatjeslav Bykov

| Pos. | Nr | Spelare              | Lag                    |
| ---- | -- | -------------------- | ---------------------- |
| M    | 1  | Aleksandr Jeremenko  | Salavat Julajev Ufa    |
| M    | 30 | Ilja Bryzgalov       | Phoenix Coyotes        |
| M    | 83 | Vasilij Kosjetjkin   | Lada Toljatti          |
| B    | 3  | Vitalij Visjnevskij  | Lokomotiv Jaroslavl    |
| B    | 5  | Ilja Nikulin         | Ak Bars Kazan          |
| B    | 6  | Anton Volchenkov     | Ottawa Senators        |
| B    | 7  | Dmitri Kalinin       | Phoenix Coyotes        |
| B    | 22 | Konstantin Kornejev  | CSKA Moskva            |
| B    | 27 | Vitalij Atjusjov     | Metallurg Magnitogorsk |
| B    | 37 | Denis Grebesjkov     | Edmonton Oilers        |
| B    | 45 | Vitalij Prosjkin     | Salavat Julajev Ufa    |
| B    | 70 | Oleg Tverdovskij (A) | Salavat Julajev Ufa    |
| F    | 10 | Sergej Mozjakin      | Atlant Moskva Oblast   |
| F    | 13 | Nikolaj Zjerdev      | New York Rangers       |
| F    | 16 | Aleksandr Perezjogin | Salavat Julajev Ufa    |
| F    | 19 | Anton Kurjanov       | Avangard Omsk          |
| F    | 21 | Konstantin Gorovikov | SKA Saint Petersburg   |
| F    | 23 | Aleksej Teresjtjenko | Salavat Julajev Ufa    |
| F    | 24 | Alexander Frolov     | Los Angeles Kings      |
| F    | 25 | Danis Zaripov        | Ak Bars Kazan          |
| F    | 42 | Sergej Zinovjev      | Dynamo Moskva          |
| F    | 47 | Aleksandr Radulov    | Salavat Julajev Ufa    |
| F    | 71 | Ilja Kovaltjuk (A)   | Atlanta Thrashers      |
| F    | 91 | Oleg Saprykin        | CSKA Moscow            |
| F    | 95 | Aleksej Morozov (C)  | Ak Bars Kazan          |

### Schweiz
- Head coach:  Ralph Krueger

| Pos. | Nr | Spelare               | Lag                 |
| ---- | -- | --------------------- | ------------------- |
| M    | 26 | Martin Gerber         | Toronto Maple Leafs |
| M    | 66 | Ronnie Rueger         | Kloten Flyers       |
| B    | 5  | Severin Blindenbacher | ZSC Lions           |
| B    | 7  | Mark Streit (C)       | New York Islanders  |
| B    | 13 | Félicien Du Bois      | Kloten Flyers       |
| B    | 31 | Mathias Seger         | ZSC Lions           |
| B    | 54 | Philippe Furrer       | Bern                |
| B    | 57 | Goran Bezina          | Genève-Servette     |
| B    | 77 | Yannick Weber         | Montreal Canadiens  |
| B    | 90 | Roman Josi            | Bern                |
| F    | 10 | Andres Ambühl         | Bavos               |
| F    | 14 | Roman Wick            | Kloten Flyers       |
| F    | 18 | Thomas Déruns         | Genève-Servette     |
| F    | 23 | Thierry Paterlini     | Lugano              |
| F    | 25 | Thibaut Monnet        | ZSC Lions           |
| F    | 28 | Martin Plüss          | Bern                |
| F    | 32 | Ivo Rüthemann (A)     | Bern                |
| F    | 35 | Sandy Jeannin (A)     | Fribourg-Gottéron   |
| F    | 38 | Thomas Ziegler        | Bern                |
| F    | 39 | Raffaele Sannitz      | Lugano              |
| F    | 51 | Ryan Gardner          | ZSC Lions           |
| F    | 67 | Romano Lemm           | Lugano              |
| F    | 86 | Julien Sprunger       | Fribourg-Gottéron   |
| F    | 88 | Kevin Romy            | Lugano              |

## Grupp C

### Österrike
- Head coach:  Lars Bergström

| Pos. | Nr | Spelare                   | Lag                   |
| ---- | -- | ------------------------- | --------------------- |
| M    | 29 | Jürgen Penker             | Rögle                 |
| M    | 30 | Bernd Brückler            | Espoo Blues           |
| M    | 38 | Bernhard Starkbaum        | VSV                   |
| B    | 4  | Gerhard Unterluggauer (C) | TWK Innsbruck         |
| B    | 11 | Philippe Lakos            | TWK Innsbruck         |
| B    | 24 | Darcy Werenka             | Vienna Capitals       |
| B    | 27 | Jeremy Rebek (A)          | Red Bull Salzburg     |
| B    | 32 | Andre Lakos               | Traktor Tjeljabinsk   |
| B    | 39 | Martin Oraze              | VSV                   |
| B    | 41 | Mario Altmann             | Vienna Capitals       |
| B    | 55 | Robert Lukas              | Black Wings Linz      |
| F    | 8  | Roland Kaspitz            | VSV                   |
| F    | 12 | Michael Raffl             | VSV                   |
| F    | 14 | Andreas Nödl              | Philadelphia Phantoms |
| F    | 15 | Paul Schellander          | KAC                   |
| F    | 18 | Thomas Koch (A)           | Red Bull Salzburg     |
| F    | 21 | Matthias Trattnig         | Red Bull Salzburg     |
| F    | 26 | Thomas Vanek              | Buffalo Sabres        |
| F    | 34 | Markus Peintner           | VSV                   |
| F    | 37 | Andreas Kristler          | VSV                   |
| F    | 45 | David Schuller            | KAC                   |
| F    | 47 | Harald Ofner              | TWK Innsbruck         |
| F    | 61 | Christoph Harand          | KAC                   |
| F    | 79 | Gregor Baumgartner        | VSV                   |
| F    | 91 | Oliver Setzinger          | SCL Tigers            |

### Lettland
- Head coach:  Oleg Znarok

| Pos. | Nr | Spelare                | Lag                     |
| ---- | -- | ---------------------- | ----------------------- |
| M    | 1  | Dmitrijs Žabotinskis   | Liepajas Metalurgs      |
| M    | 30 | Sergejs Naumovs        | Dinamo Riga             |
| M    | 31 | Edgars Masalskis       | Duisburg Die Füchse     |
| B    | 2  | Rodrigo Lavinš (A)     | Dinamo Riga             |
| B    | 3  | Oskars Bartulis        | Philadelphia Phantoms   |
| B    | 7  | Kārlis Skrastiņš (C)   | Florida Panthers        |
| B    | 11 | Kristaps Sotnieks      | Dinamo Riga             |
| B    | 13 | Guntis Galvinš         | Dinamo Riga             |
| B    | 15 | Aleksandrs Jerofejevs  | Neftechimik Nizjnekamsk |
| B    | 18 | Georgijs Pujacs        | Dinamo Riga             |
| B    | 22 | Olegs Sorokins         | Dinamo Riga             |
| B    | 26 | Krišjanis Redlihs      | Dinamo Riga             |
| F    | 5  | Janis Sprukts (A)      | Rochester Americans     |
| F    | 9  | Martinš Karsums        | Tampa Bay Lightning     |
| F    | 10 | Lauris Darzinš         | Dinamo Riga             |
| F    | 12 | Herberts Vasiljevs (A) | Krefeld Pinguine        |
| F    | 14 | Guntis Džerinš         | Martin                  |
| F    | 16 | Aleksejs Širokovs      | Dinamo Riga             |
| F    | 17 | Aleksandrs Niživijs    | Dinamo Riga             |
| F    | 19 | Mikelis Redlihs        | Dinamo Riga             |
| F    | 21 | Armands Berzinš        | Dinamo Riga             |
| F    | 28 | Roberts Jekimovs       | Brynäs                  |
| F    | 29 | Aigars Cipruss         | Dinamo Riga             |
| F    | 47 | Martinš Cipulis        | Dinamo Riga             |
| F    | 75 | Girts Ankipans         | Dinamo Riga             |

### Sverige
- Head coach:  Bengt-Åke Gustafsson

| Pos. | Nr | Spelare              | Lag                   |
| ---- | -- | -------------------- | --------------------- |
| M    | 1  | Stefan Liv           | HV71                  |
| M    | 30 | Johan Holmqvist      | Frölunda HC           |
| M    | 50 | Jonas Gustavsson     | Färjestad             |
| B    | 2  | Nicklas Grossman     | Dallas Stars          |
| B    | 4  | Johan Åkerman        | Lokomotiv Jaroslavl   |
| B    | 6  | Magnus Johansson (A) | Atlant Moscow Oblast  |
| B    | 7  | Johnny Oduya         | New Jersey Devils     |
| B    | 11 | Carl Gunnarsson      | Linköping             |
| B    | 28 | Dick Tärnström       | AIK                   |
| B    | 29 | Kenny Jönsson (C)    | Rögle                 |
| B    | 36 | Anton Strålman       | Toronto Maple Leafs   |
| B    | 39 | Tobias Enström       | Atlanta Thrashers     |
| F    | 9  | Tony Mårtensson      | Ak Bars Kazan         |
| F    | 10 | Martin Thörnberg     | HV71                  |
| F    | 14 | Patrik Berglund      | St. Louis Blues       |
| F    | 15 | Rickard Wallin (A)   | Färjestad             |
| F    | 16 | Johan Andersson      | Timrå                 |
| F    | 20 | Joel Lundqvist       | Dallas Stars          |
| F    | 21 | Loui Eriksson        | Dallas Stars          |
| F    | 22 | Niklas Persson       | Linköping             |
| F    | 23 | Linus Omark          | Luleå                 |
| F    | 24 | Johan Harju          | Luleå                 |
| F    | 26 | Marcus Nilson        | Lokomotiv Jaroslavl   |
| F    | 60 | Kristian Huselius    | Columbus Blue Jackets |
| F    | 80 | Mattias Weinhandl    | Dynamo Moskva         |

### USA
- Head coach:  Ron Wilson

| Pos. | Nr | Spelare             | Lag                        |
| ---- | -- | ------------------- | -------------------------- |
| M    | 30 | Scott Clemmensen    | New Jersey Devils          |
| M    | 31 | Robert Esche        | SKA Sankt Peterburg        |
| M    | 35 | Al Montoya          | Phoenix Coyotes            |
| B    | 2  | Keith Ballard       | Florida Panthers           |
| B    | 3  | Jack Johnson        | Los Angeles Kings          |
| B    | 4  | Zach Bogosian       | Atlanta Thrashers          |
| B    | 5  | Matt Niskanen       | Dallas Stars               |
| B    | 6  | Ron Hainsey (A)     | Atlanta Thrashers          |
| B    | 7  | Peter Harrold       | Los Angeles Kings          |
| B    | 15 | John-Michael Liles  | Colorado Avalanche         |
| B    | 20 | Ryan Suter          | Nashville Predators        |
| F    | 8  | Joe Pavelski        | San Jose Sharks            |
| F    | 9  | Kyle Okposo         | New York Islanders         |
| F    | 12 | Patrick O'Sullivan  | Edmonton Oilers            |
| F    | 17 | Nick Foligno        | Ottawa Senators            |
| F    | 18 | Christopher Higgins | Montreal Canadiens         |
| F    | 21 | Drew Stafford       | Buffalo Sabres             |
| F    | 22 | Lee Stempniak       | Toronto Maple Leafs        |
| F    | 23 | Dustin Brown (C)    | Los Angeles Kings          |
| F    | 26 | Ryan Shannon        | Ottawa Senators            |
| F    | 33 | Colin Wilson        | Boston University Terriers |
| F    | 42 | David Backes        | St. Louis Blues            |
| F    | 49 | Colin Stuart        | Atlanta Thrashers          |
| F    | 55 | Jason Blake (A)     | Toronto Maple Leafs        |
| F    | 74 | T.J. Oshie          | St. Louis Blues            |

## Grupp D

### Tjeckien
- Head coach:  Vladimír Ružicka

| Pos. | Nr | Spelare            | Lag                    |
| ---- | -- | ------------------ | ---------------------- |
| M    | 25 | Martin Prusek      | Dinamo Riga            |
| M    | 33 | Jakub Štepánek     | Vítkovice              |
| M    | 51 | Lukáš Mensator     | Karlovy Vary           |
| B    | 3  | Marek Židlický (C) | Minnesota Wild         |
| B    | 5  | Roman Polák        | St. Louis Blues        |
| B    | 6  | Ondrej Nemec       | Energie Karlovy Vary   |
| B    | 11 | Michal Barinka     | Vítkovice              |
| B    | 23 | Karel Rachunek     | Dynamo Moscow          |
| B    | 36 | Petr Cáslava       | Pardubice              |
| B    | 44 | Miroslav Blaták    | Salavat Julajev Ufa    |
| F    | 10 | Roman Cervenka     | Slavia Praha           |
| F    | 12 | Aleš Kotalík       | Edmonton Oilers        |
| F    | 14 | Tomáš Plekanec     | Montreal Canadiens     |
| F    | 15 | Jan Marek          | Metallurg Magnitogorsk |
| F    | 16 | Petr Cajánek (A)   | Dynamo Moskva          |
| F    | 17 | Jaroslav Hlinka    | Linköping              |
| F    | 19 | Milan Michálek     | San Jose Sharks        |
| F    | 20 | Jakub Klepiš       | Avangard Omsk          |
| F    | 24 | Zbynek Irgl        | Lokomotiv Jaroslavl    |
| F    | 26 | Patrik Eliáš       | New Jersey Devils      |
| F    | 60 | Tomáš Rolinek      | Metallurg Magnitogorsk |
| F    | 63 | Josef Vašíček      | Lokomotiv Jaroslavl    |
| F    | 68 | Jaromír Jágr (A)   | Avangard Omsk          |
| F    | 83 | Aleš Hemský        | Edmonton Oilers        |
| F    | 85 | Rostislav Olesz    | Florida Panthers       |

### Danmark
- Head coach:  Per Bäckman

| Pos. | Nr | Spelare             | Lag                       |
| ---- | -- | ------------------- | ------------------------- |
| M    | 1  | Patrick Galbraith   | SønderjyskE               |
| M    | 30 | Frederik Andersen   | Herning Blue Fox          |
| M    | 31 | Sebastian Dahm      | Syracuse Crunch           |
| B    | 2  | Philip Hersby       | TOTEMPO HvIK              |
| B    | 3  | Phillip Larsen      | Frölunda                  |
| B    | 4  | Mads Bødker         | Rögle                     |
| B    | 5  | Daniel Nielsen      | Herning Blue Fox          |
| B    | 7  | Jesper Damgaard (C) | Malmö Redhawks            |
| B    | 25 | Kasper Pedersen     | Frederikshavn White Hawks |
| B    | 27 | Mads Christensen    | Frederikshavn White Hawks |
| F    | 9  | Kasper Degn         | Bietigheim Steelers       |
| F    | 12 | Rasmus Olsen        | AaB                       |
| F    | 13 | Morten Green (A)    | Leksand                   |
| F    | 15 | Kim Lykkeskov       | SønderjyskE               |
| F    | 18 | Mads Christensen    | SønderjyskE               |
| F    | 19 | Kim Staal (A)       | Malmö Redhawks            |
| F    | 21 | Thor Dresler        | Herning Blue Fox          |
| F    | 24 | Alexander Sundberg  | Rødovre Mighty Bulls      |
| F    | 29 | Morten Madsen       | Houston Aeros             |
| F    | 33 | Julian Jakobsen     | Odense Bulldogs           |
| F    | 44 | Nichlas Hardt       | Malmö Redhawks            |
| F    | 61 | Jesper Jensen       | Frederikshavn White Hawks |
| F    | 89 | Mikkel Bødker       | Phoenix Coyotes           |
| F    | 93 | Peter Regin         | Binghamton Senators       |

### Finland
- Head coach:  Jukka Jalonen

| Pos. | Nr | Spelare              | Lag                 |
| ---- | -- | -------------------- | ------------------- |
| M    | 31 | Karri Rämö           | Tampa Bay Lightning |
| M    | 34 | Juuso Riksman        | Jokerit             |
| M    | 35 | Pekka Rinne          | Nashville Predators |
| B    | 3  | Petteri Nummelin (A) | Lugano              |
| B    | 4  | Ville Koistinen      | Nashville Predators |
| B    | 5  | Lasse Kukkonen       | Philadelphia Flyers |
| B    | 6  | Topi Jaakola         | Södertälje          |
| B    | 21 | Janne Niskala        | Frölunda            |
| B    | 28 | Anssi Salmela        | Atlanta Thrashers   |
| B    | 33 | Mikko Lehtonen       | Timrå               |
| B    | 44 | Janne Niinimaa       | SCL Tigers          |
| F    | 8  | Hannes Hyvönen       | Dinamo Minsk        |
| F    | 14 | Niklas Hagman        | Toronto Maple Leafs |
| F    | 20 | Antti Miettinen      | Minnesota Wild      |
| F    | 22 | Tommi Santala        | Kloten Flyers       |
| F    | 24 | Sami Kapanen (C)     | KalPa               |
| F    | 26 | Jarkko Immonen       | JYP                 |
| F    | 29 | Kalle Kerman         | Jokerit             |
| F    | 37 | Mika Pyörälä         | Timrå               |
| F    | 39 | Niko Kapanen         | Ak Bars Kazan       |
| F    | 41 | Leo Komarov          | Pelicans            |
| F    | 49 | Tuomas Pihlman       | JYP                 |
| F    | 51 | Juha-Pekka Hytönen   | JYP                 |
| F    | 73 | Jarkko Ruutu (A)     | Ottawa Senators     |
| F    | 82 | Ville Vahalahti      | TPS Åbo             |

### Norge
- Head coach:  Roy Johansen

| Pos. | Nr | Spelare               | Lag                 |
| ---- | -- | --------------------- | ------------------- |
| M    | 30 | Ruben Smith           | Storhamar Dragons   |
| M    | 33 | Pål Grotnes           | Stjernen            |
| M    | 34 | Andre Lysenstøen      | Stavanger Oilers    |
| B    | 5  | Juha Kaunismäki       | Stavanger Oilers    |
| B    | 6  | Jonas Holøs           | Färjestad           |
| B    | 7  | Tommy Jakobsen (C)    | Graz 99ers          |
| B    | 23 | Mats Trygg (A)        | Kölner Haie         |
| B    | 36 | Lars Erik Lund        | Vålerenga           |
| B    | 47 | Alexander Bonsaksen   | Vålerenga           |
| B    | 54 | Anders Myrvold        | Stavanger Oilers    |
| F    | 8  | Mads Hansen (A)       | Brynäs              |
| F    | 9  | Marius Holtet         | Färjestad           |
| F    | 10 | Lars Erik Spets       | Vålerenga           |
| F    | 14 | Peter Lorentzen       | Rögle               |
| F    | 19 | Per-Åge Skrøder       | Modo                |
| F    | 20 | Anders Bastiansen     | Färjestad           |
| F    | 21 | Morten Ask            | Buisburg Die Füchse |
| F    | 22 | Martin Røymark        | Sparta Warriors     |
| F    | 26 | Kristian Forsberg     | Storhamar Dragons   |
| F    | 29 | Tore Vikingstad       | Hannover Scorpions  |
| F    | 35 | Martin Laumann Ylven  | Linköping           |
| F    | 41 | Patrick Thoresen      | Lugano              |
| F    | 48 | Mats Zuccarello Aasen | Modo                |